# Gef Pa'go Cultural Village
Gef Pa'go Cultural Village är ett friluftsmuseum i Guam (USA). Det ligger i kommunen Inarajan, i den södra delen av Guam, 22 km söder om huvudstaden Hagåtña. Det visar chamorro-kulturen som den var på 1940- och 1950-talet.